# VAQ-131
131ème Escadron d'attaque électronique
Le Electronic Attack Squadron ONE THREE ONE (VAQRON 131 ou VAQ-131), est un escadron de chasseur d'attaque de l'US Navy stationné à la Naval Air Station Whidbey Island, dans l'État de Washington, aux États-Unis. Le VAQ-131, connu sous le nom de "Lancers", est équipé du EA-18G Growler et il est spécialisé dans la suppression cinétique et non cinétique des défenses aériennes ennemies (SEAD). Il est actuellement affecté au Carrier Air Wing Eight à bord du porte-avions à propulsion nucléaire USS Gerald R. Ford (CVN-78).

## Historique
L'escadron a été créé à l'origine sous le nom de Patrol Squadron 931 (VP-931) en 1950 et redésigné VP-57 en 1953  pilotant le P2V Neptune.

### VAH-4
Le 3 juillet 1956 l'escadron est redésigné Heavy Attack Squadron 4 (VAH-4) pilotant le A-3 Skywarrior sous le nom de "Fourrunners".

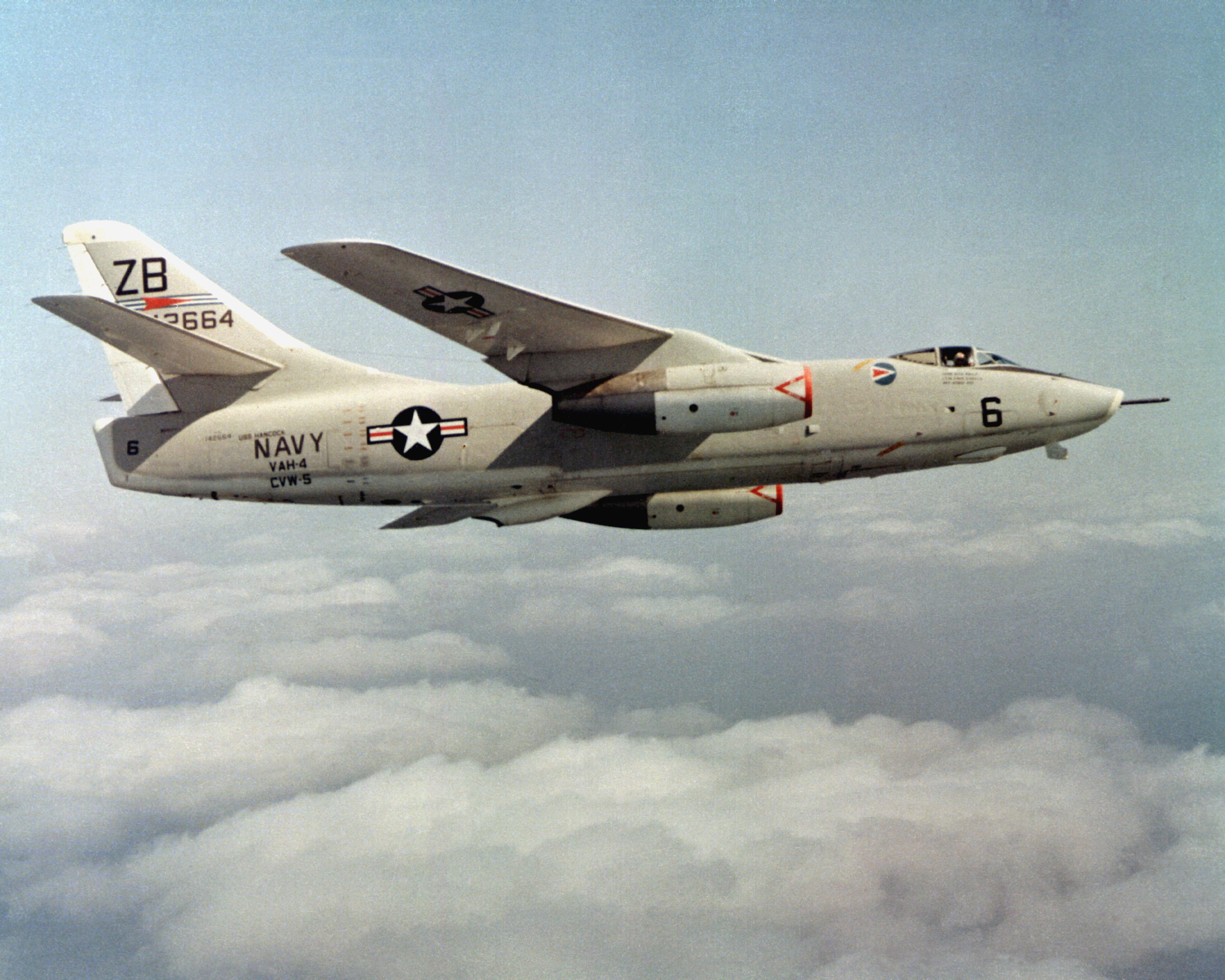
KA-3B Skywarrior du VAH-4 en 1967

Pendant la guerre du Vietnam, des détachements de VAH-4 ont été déployés sur de nombreux porte-avions opérant sur la Yankee Station (en) et la Dixie Station (en) :
- USS Oriskany (CV-34) (1963-64, 1966 et 1967-68)
- USS Bon Homme Richard (CV-31) (1964 et 1967)
- USS Hancock (CV-19) (1964-65 et 1967)
- USS Independence (CV-62) (1965)
- USS Enterprise (CVN-65) (1965-66)
- USS Ticonderoga (CV-14) (1965-66, 1966-67 et 1967-68)
- USS Kitty Hawk (CV-63) (1965-66, 1966-67 et 1967-68)

En plus des déploiements de porte-avions, en 1966, un détachement du VAH-4 a également été envoyé pour opérer à partir de NAS Cubi Point et de la base aérienne de Da Nang.

### VAQ-131

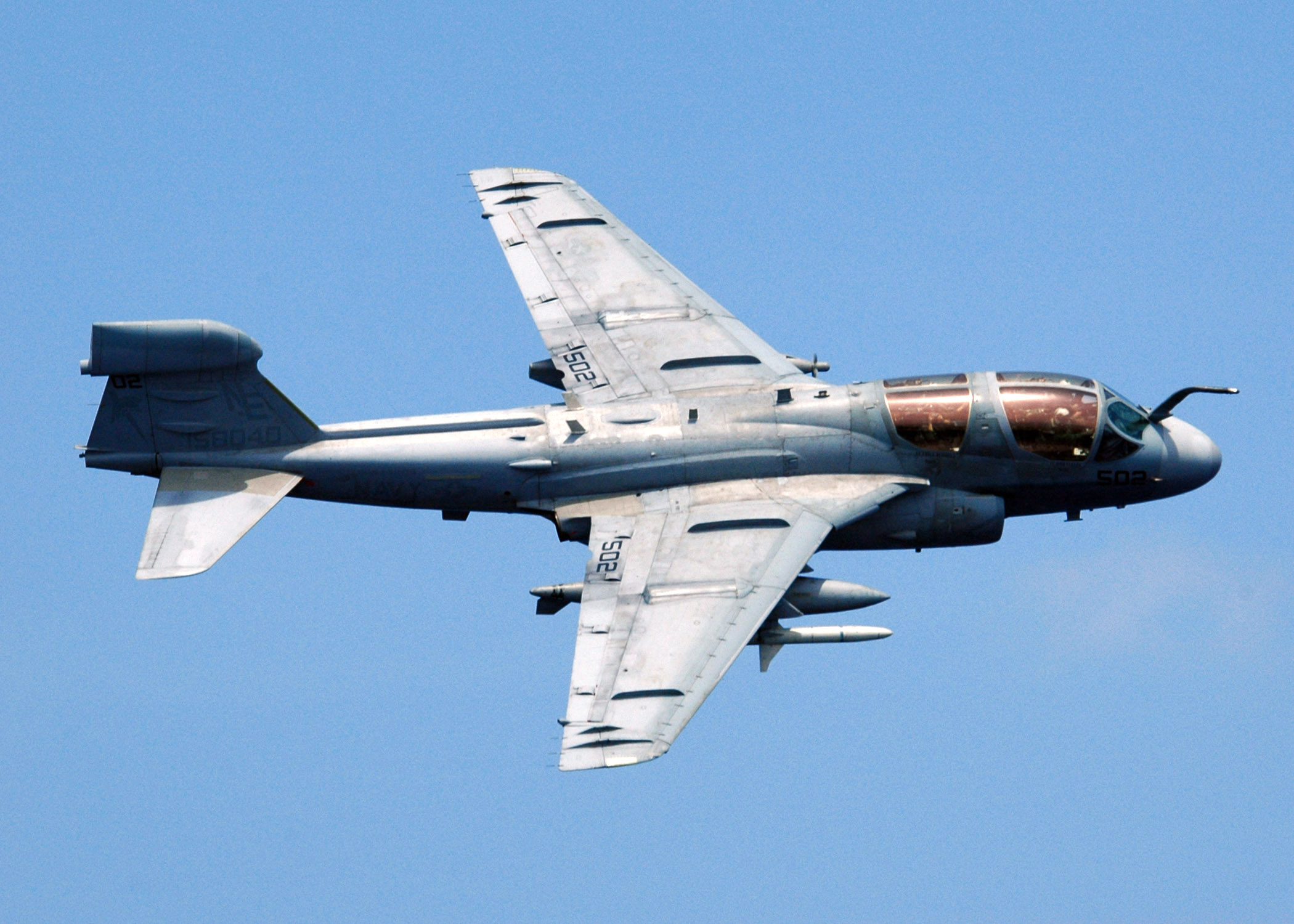
EA-6B Prowler du VAQ-131 en 2006

Le 1er novembre 1968, le VAH-4 a été rebaptisé Tactical Electronic Warfare Squadron 131 (VAQ-131) et a reçu la version EKA-3 Skywarrior. Il effectue deux déploiements à bord de l'USS Kitty Hawk (1968-69) et de l'USS John F. Kennedy (CV-67) (1970-71)
En 1971, le VAQ-131 devient le deuxième escadron de l'US Navy à recevoir la version standard de l'EA-6B Prowler. Avec cet avion il effectue 29 déploiements au sein de plusieurs Carrier Air Wings (CVW-14, CVW-9, CVW-3, CVW-11 et CVW-6) avant de rejoindre le Carrier Air Wing Two de 1986 à 2012.
En mai 2014, l'escadron est passé au Boeing EA-18G Growler, qu'il exploite actuellement. Il est maintenant au Carrier Air Wing Eight avec lequel il a fait un déploiement sur USS George H. W. Bush (CVN-77)